# Germain Huby
Pour les articles homonymes, voir Huby.
Germain Huby est un artiste plasticien français, né le 22 novembre 1973 à Auxerre. Il vit et travaille aujourd'hui à Dijon.

## Biographie
Germain Huby est diplômé d'un DNSEP de l'École Nationale Supérieure d'Art de Dijon dans laquelle il enseigne aujourd'hui. Il est artiste plasticien vidéaste, réalisateur, producteur, interprète et auteur de bande dessinée. Sa démarche artistique se concrétise dans la critique de la société médiatique. Son discours, proche de celui de Guy Debord sur la société du spectacle, se traduit par des créations vidéos mettant en évidence les stratagèmes de manipulations notamment télévisuelles. Ses œuvres se rapprochent du pop art en ce qu'elles analysent les comportements et les dérives de la société contemporaine, souvent avec humour et en utilisant la plupart du temps comme matériau direct des images ou bandes son extraits de la télévision, du cinéma, de sites internet...
Son œuvre la plus connue, Germain fait sa télé, consiste en une série de plus de quatre-vingts épisodes d'une durée de deux minutes à trois minutes trente. Son concept est de détourner les bandes son des programmes télévisuels, en recréant des scènes de la vie quotidienne dans lesquelles les personnages, tous joués par l'artiste (apparaissant simultanément de façon multiple à l'écran), parlent avec les voix de la bande son, en play-back,,. Ce qui est critiqué, c'est l'utilisation qui est faite du médium et les manipulations opérées sur le téléspectateur. Germain Huby dit que « La mise en relief de la bande son, dépouillée de son image d'origine (puissance de séduction) dévoile la pauvreté imaginaire, et révèle parfois les propos idéologiques ou les messages cachés derrière les apparences spectaculaires. » Programmé dans un premier temps sur la chaîne Arte, dans l'émission Die Nacht/La nuit en 2002 et 2003, la série se poursuit pour Canal+ de 2005 à 2007, tous les samedis midis en clair. Il réalisera plusieurs courts métrages pour la chaîne dans l'émission Mensomadaire, ainsi que deux des émissions, jusqu'à l'arrêt du programme en 2013. 
Germain Huby a également été primé pour son film Match Up, co-réalisé avec Lucie Heitmann par le Festival Tous Courts d'Aix en Provence en 2013. Il participe à l'édition 2015 du salon MacParis et en 2016 à l'exposition franco-sud-coréenne Staring At You, Staring At Me, au Amado Art Space de Séoul.
Depuis 2019, Germain Huby est également auteur de bande dessinée. Après Le Bruit des Mots,, paru aux éditions Le Tripode, il publie chez Delcourt, Vivons Décomplexés en 2021 et Métro Boulot Boulot en 2022 dans la collection Pataquès, dans laquelle figure notamment Fabcaro et Marc Dubuisson.

## Principales œuvres
- Métro Boulot Boulot, bande dessinée, Collection Pataquès, Éditions Delcourt, 2022
- Vivons décomplexés, bande dessinée, Collection Pataquès, Éditions Delcourt, 2021
- Le Bruit des Mots, bande dessinée, Éditions Le Tripode, 2019
- Connected, 2018
- Rosae Venenosae, 2015
- Columbo as Peter Falk, 2014
- Match Up, 2013, coréalisation Lucie Heitmann
- Germain fait sa télé, 2005-2007, 76 épisodes, Canal+
- Germain fait sa télé, 2002-2003, 10 épisodes pour le programme Die Nacht, Arte

## Expositions et prix
- 2016 : Staring At You Staring At Me, Amado Art Space, Séoul, Corée du Sud
- 2015 :  MacParis, Mac2000, Espace porte de Champerret, Paris
- 2013 : Prix des Cinémas du Sud, Festival Tous Courts, Aix-en-Provence
- 2011 : La Nuit Blanche Paris, Les Terrasses de Nanterre
- 2009 : Télémétrie Artistes & Télévision, Montréal, Canada
- 2007 : Télémétrie Artistes & Télévision, Galerie Villa des Tourelles, Nanterre
- 2006 : Festival International des Programmes Audiovisuels, La Grande Plage, Direction Pascal Convert, Biarritz
- 2006 : 35e Festival International du Film de La Rochelle, Transat Vidéo, La Rochelle
- 2006 : Festival de Quend du Film Grolandais, Première partie de Pierre Carles, Quend
- 2005 : 14e Festival du Film de Vendôme, Le Minotaure, Vendôme
- 2004 : Vidéos à la Maison, la maison, Transat Vidéo, Trouville-sur-Mer
- 2003 : Ceci n’est pas une Exposition, Centre d’Art Mobile, Montigny-sur-Vingeanne
- 2003 : Exposition Internationale d’Art Contemporain Jeune Création, Grande Halle de la Villette, Paris
- 2003 : La Nuit Unique, Le Lieu Unique, Scène Nationale de Nantes
- 2001 : 58 Films Cash, Manifeste du Mimétisme, au Mac, Galerie Contemporaine des Musées de Marseille
- 1999 : Vu(e)(s) à la Télé, Atelier d’Artiste, Fort Beauregard, Besançon

## Réception médiatique
Germain Huby est parfois considéré comme l'un des représentants de l'"esprit canal", que certains estiment aujourd'hui perdu. Guy Carlier dira même que « tant que Canal dénichera des Germain et aura l'audace de les mettre à l'antenne, la chaîne ne mourra pas » alors qu'il a lui-même été parodié par l'artiste.
Le magazine Technikart, quant à lui, consacre le programme Germain fait sa télé parmi son top 10 des meilleures émissions de 2005. 
Un article des Inrockuptibles dit que l'artiste « ridiculise son contenu [celui de la télé] et aliène son pouvoir de séduction », et le relie aux parodies cinématographiques de Brice Dellsperger. Il rappelle de plus que Germain Huby est un artiste avant tout, et qu'il use de l'humour sans être pour autant un comique. 
Selon Arte Magazine, « il y a ceux qui prétendent que Germain Huby incite le public à regarder la télévision le plus possible mais éteinte, de l'autre ceux qui le disent tout bonnement atteint de schizophrénie cathodique... »
Concernant sa bande dessinée Le Bruit des Mots, Frédéric Taddeï, dans l'émission Interdit d’interdire dira qu’elle « ne ressemble à rien de connu. »